# Michelle Hendriks
Michelle Hendriks (Geffen, 10 februari 1997) was een Nederlands voetbalster, die uitkwam voor PSV.

## Biografie
Hendriks werd geboren in het Brabantse Geffen. Ze was al op jonge leeftijd fan van PSV. Hendriks begon op 6-jarige leeftijd met voetballen in een gemengd elftal bij het lokale VV Nooit Gedacht. Later stapte ze over naar RKSV Margriet, waar ze tot de B1 in het jongenselftal speelde. De middelveldster kwam al jong op het vizier van de KNVB en speelde interlands voor Nederland -15 en Nederland -16. Van beide teams was ze aanvoerder. In 2012 werd zij opgenomen in het CTO Amsterdam Talent Team, een tweejarig opleidingstraject van de KNVB. Hiervoor verhuisde ze op 15-jarige leeftijd naar Amsterdam, terwijl ze het VMBO volgde aan het Calandlyceum in Amsterdam Nieuw-West. In 2013 won ze met het Nederlands elftal onder 16 de Nordic Cup in Noorwegen.
In 2014 maakte ze de overstap naar PSV. In de tweede helft van haar eerste seizoen raakte ze achtereenvolgens geblesseerd aan haar knie en haar enkel. In tweede seizoen begon zij als basisspeler. Van oktober 2015 tot maart 2016 stond zij wederom langdurig aan de kant met een blessure. In de zomer van 2016 nam zij als aanvoerster van Nederland -19 deel aan het Europees kampioenschap vrouwen onder 19 in Slowakije, waarin zij de halve finale bereikte. Deze ging, ondanks een doelpunt van Hendriks, verloren tegen Spanje.

## Statistieken
| Seizoen         | Club            | Competitie          | Competitie | Competitie | Beker | Beker | Internationaal | Internationaal | Overig | Overig | Totaal | Totaal |
| Seizoen         | Club            | Competitie          | Wed.       | Dlp.       | Wed.  | Dlp.  | Wed.           | Dlp.           | Wed.   | Dlp.   | Wed.   | Dlp.   |
| --------------- | --------------- | ------------------- | ---------- | ---------- | ----- | ----- | -------------- | -------------- | ------ | ------ | ------ | ------ |
| 2014/15         | PSV             | Women's BeNe League | 12         | 1          | 0     | 0     | —              | —              | —      | —      | 12     | 1      |
| 2015/16         | PSV             | Eredivisie          | 14         | 3          | 2     | 0     | —              | —              | —      | —      | 16     | 3      |
| 2016/17         | PSV             | Eredivisie          | 1          | 1          | 0     | 0     | —              | —              | —      | —      | 1      | 1      |
| Carrière totaal | Carrière totaal | Carrière totaal     | 27         | 5          | 2     | 0     | 0              | 0              | 0      | 0      | 29     | 5      |

Bijgewerkt op 10 september 2016
1 Evrard ·
2 Thrige ·
3 Hendriks ·
4 Buurman ·
5 Bross ·
6 Folkertsma ·
9 Smits ·
10 Ripa ·
11 Jansen ·
14 Strik ·
16 Alkemade ·
17 Jacobs ·
18 Dessing ·
19 Stoit ·
20 Nijstad ·
21 Lacroix ·
22 Derks ·
23 Kemper-Moorrees ·
24 Henschen ·
25 Frijns ·
26 Biegel Esteves ·
27 Xhemaili ·
29 Kalma ·
30 Verheijen ·
Coach: Ten Berge
· Assistent-coach: Van Dael